# Federico Peluso
Pour les articles homonymes, voir Peluso.
Federico Peluso (né le 20 janvier 1984 à Rome) est un footballeur international italien qui joue au poste de défenseur latéral.

## Palmarès
| Atalanta - Championnat d'Italie D2 (1) : - Champion : 2010-11. |  | Juventus - Championnat d'Italie (2) : - Champion : 2012-13 et 2013-14. - Supercoupe d'Italie (1) : - Vainqueur : 2013. |